# Delia Derbyshire

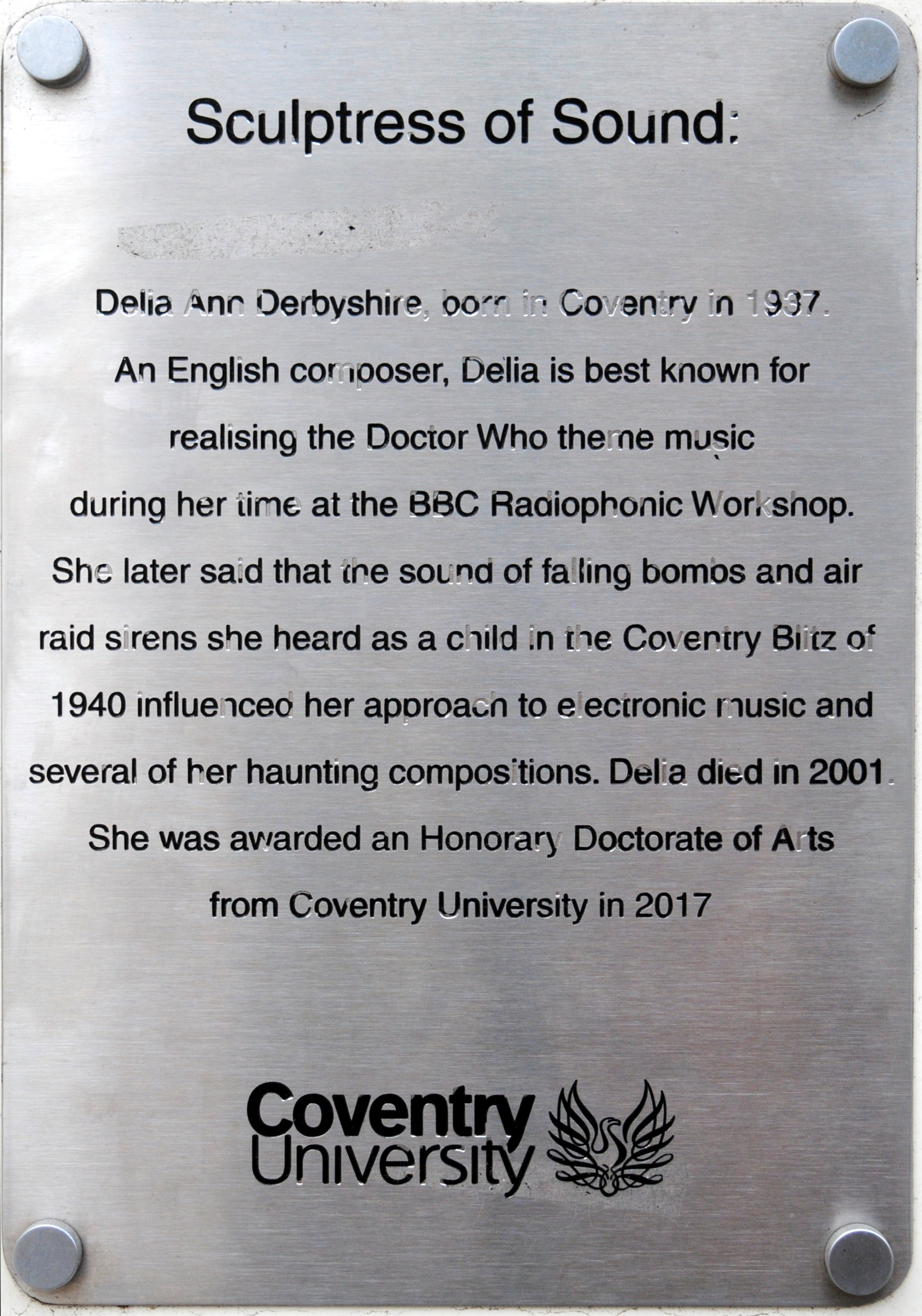
Delia Derbyshire Gedenktafel

Delia Ann Derbyshire (* 5. Mai 1937 in Coventry; † 3. Juli 2001 in Northampton) war eine britische Komponistin, Musikerin und Produzentin im Bereich der Elektronischen Musik. Sie wurde mit Kompositionen für die BBC sowie für experimentelle Werke bekannt, welche die Entwicklung der elektronischen Tanz- und Popmusik (letzteres insbesondere mit ihrer Band White Noise gemeinsam mit David Vorhaus) beeinflussten.
Ihr bekannteste Arbeit ist die von Ron Grainer komponierte und von ihr elektronisch interpretierte Titelmusik für die britische Fernsehserie Doctor Who.

## Leben
Delia Derbyshire studierte Musik und Mathematik am Girton College in Cambridge. Nach einer Absage für eine Arbeit bei Decca Records, die mit der Tatsache begründet wurde, dass zu dieser Zeit keine Frauen in den Aufnahmestudios eingestellt wurden, nahm sie zunächst einen Posten bei den Vereinten Nationen in Genf an, kehrte aber kurz darauf nach London zurück.

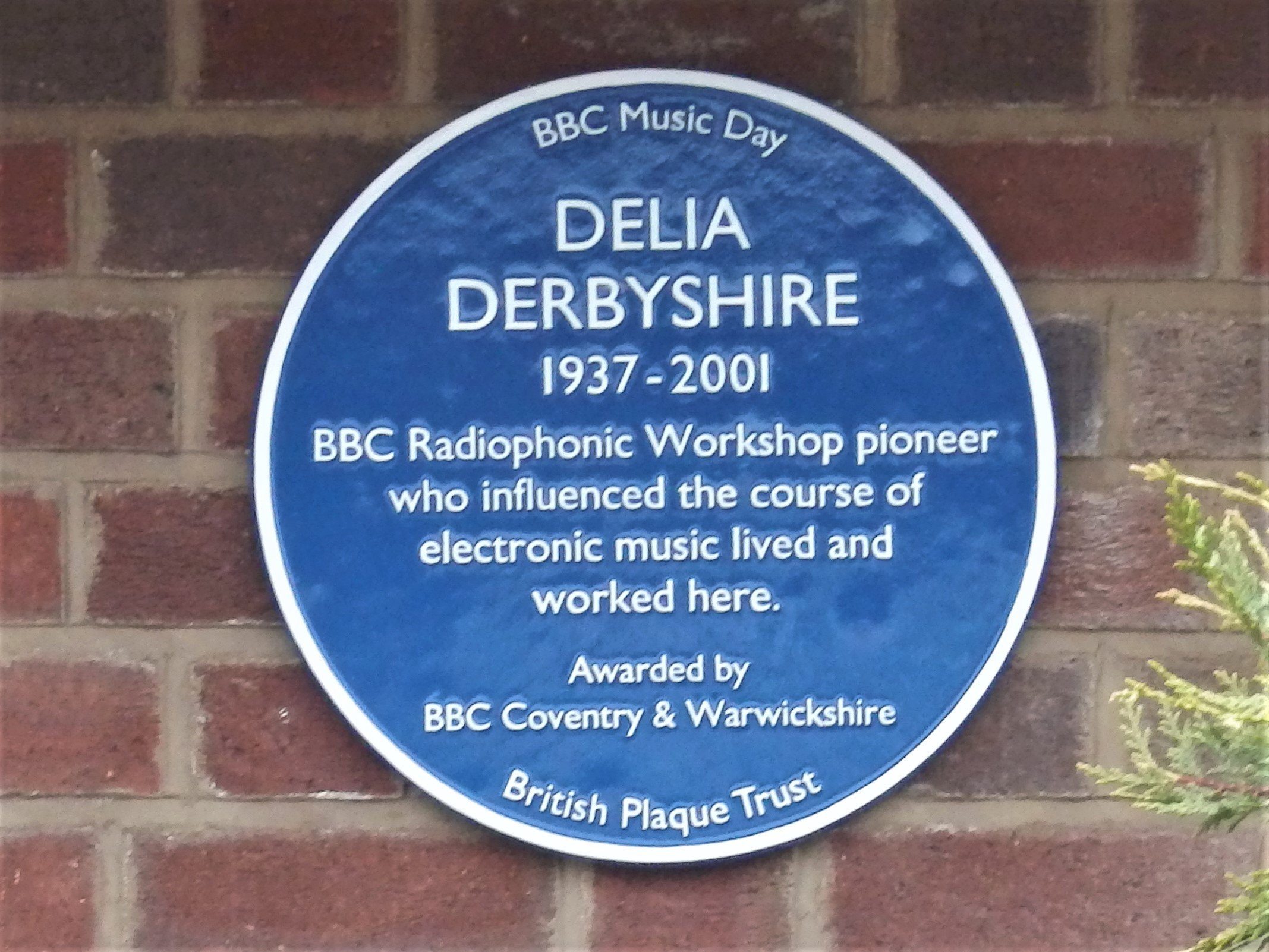
Gedenkplakette der BBC

In den 1960er Jahren arbeitete sie für die BBC im sogenannten BBC Radiophonic Workshop, für den auch George Martin tätig war und dessen erste kommerzielle Veröffentlichung Time Beat (erschienen unter dem Pseudonym Ray Cathode) betreute, und schrieb dort insbesondere Stücke für das dritte Radioprogramm (Third Programme, das spätere BBC Radio 3), aber auch für andere Radio- und Fernsehsendungen. Darunter befinden sich zahlreiche ihrer heute bekanntesten Werke. Unter anderem erschien Johann Sebastian Bachs Stück „Air on the G String“ im Jahre 1968 in einer Bearbeitung. Es wurde im 2009 erschienenen Film Enter the Void verwendet. Von „Air“ erschien im Jahre 2018 eine Remastered Version.
Die Musik zu Dr. Who entstand 1963. Derbyshire setzte die Komposition von Ron Grainer in die Praxis um und benutzte dazu einzelne Oszillatoren, die auf Tonband aufgenommen und dann manuell geloopt und mit einfachen Techniken wie Rückwärtsabspielen verfremdet wurden. Eine Entscheidung der BBC, die Mitarbeiter des Workshops in der Anonymität zu belassen, verhinderte ihre Erwähnung als Co-Komponistin, obwohl der vom Resultat begeisterte Grainer sich darum bemüht hatte.

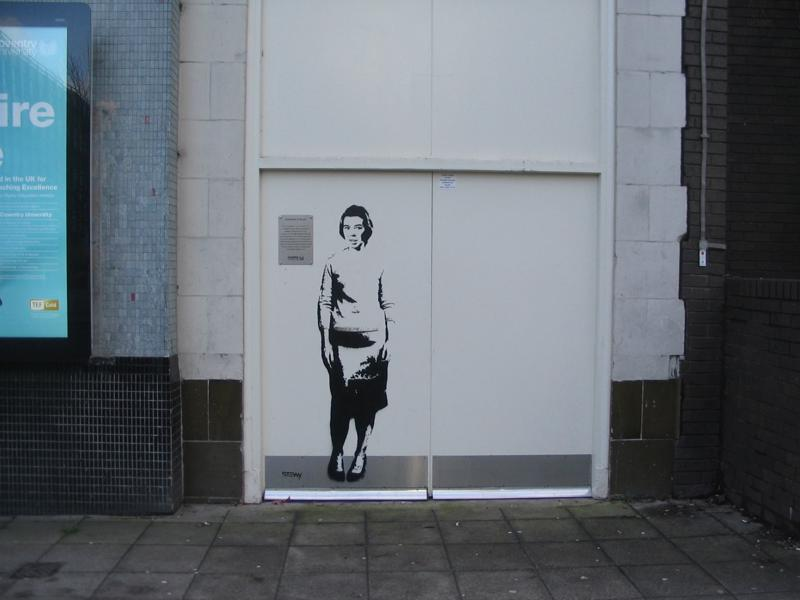
"Delia Derbyshire Door"

Gemeinsam mit Brian Hodgson und Peter Zinnovieff gründete sie 1966 das Projekt Unit Delta Plus, das sich zum Ziel gesetzt hatte, elektronische Musik auf den zeitgenössischen Musikfestivals bekannt zu machen. 1967 wurde die Gruppe wieder aufgelöst.
1968 begründete sie gemeinsam mit David Vorhaus die Band White Noise, deren Debütalbum An Electric Storm 1969 erschien. Es wird allgemein als einflussreiches Album angesehen, das später Künstler wie etwa Stereolab beeinflusste. Sie verließ die Band jedoch kurz darauf wieder, spätere White-Noise-Veröffentlichungen sind größtenteils Soloalben von Vorhaus.
1973 verließ sie die BBC und arbeitete für kurze Zeit in einem Tonstudio, wo sie unter anderem am Soundtrack des John-Hough-Horrorfilms The Legend of Hell House mitwirkte. Danach beendete sie vorläufig ihre Laufbahn als Komponistin, um zunächst als Funk-Technikerin und später in wechselnden Anstellungen zu arbeiten. Sie hatte in dieser Zeit oftmals mit Depressionen und Alkoholismus zu kämpfen. Erst Mitte der 1990er Jahre begann sie neue Musikstücke zu schreiben, als sie vom Musiker Peter Kember dazu animiert wurde. Sie arbeitete bis zu ihrem Tod an einem neuen Album. Am 3. Juli 2001 starb sie durch Nierenversagen, nachdem sie eine Brustkrebserkrankung überlebt hatte.
Postum wurde 2002 ein Teil ihrer Arbeit bei der BBC in den 1960er Jahren auf dem Album BBC Radiophonic Music veröffentlicht.
2008 erregte ein in langer Arbeit wiederhergestellter Fund von 267 erst bei ihrem Tod in einem Schrank ihres Hauses entdeckten Tonbändern mit bisher nicht veröffentlichtem Material der Künstlerin Aufsehen. Sie waren in der zweiten Hälfte der 1960er Jahre produziert worden. Darunter befindet sich neben dem Rohmaterial für Fernsehproduktionen auch ein experimentelles Tanzstück, das dem heutigen Techno sehr ähnlich ist. Die englische Zeitung The Times bezeichnete sie daraufhin als Godmother of Electronic Dance Music.